# Cuora zhoui
Espèce
Synonymes
- Cuora pallidicephala McCord & Iverson, 1991

Statut de conservation UICN

 CR A1d+2d : 
En danger critique
Statut CITES
Cuora zhoui est une espèce de tortues de la famille des Geoemydidae.

## Répartition
Cette espèce est endémique du Guangxi en Chine. Elle n'est connue que par des spécimens collectés sur des marchés.

## Étymologie
Cette espèce est nommée en l'honneur de Jiu-fa Zhou.

## Publications originales
- Zhao, Zhou & Ye, 1990 : A new Chinese box turtle (Testudinata: Emydidae) - Cuora zhoui. From water onto Land. Chinese Soc. Study Amphib. Rept. Beijing: p. 213-216
- McCord & Iverson, 1991 : A new box turtle of the genus Cuora (Testudines: Emydidae) with taxonomic notes and a key to the species. Herpetologica, vol. 47, no 4, p. 407-420